# Frederick Nolting
Frederick Ernest Nolting Jr. (24 tháng 8 năm 1911 – 14 tháng 12 năm 1989) là nhà ngoại giao người Mỹ từng giữ chức Đại sứ Hoa Kỳ tại Việt Nam Cộng hòa từ năm 1961 đến năm 1963.

## Tiểu sử

### Thân thế và học vấn
Frederick chào đời tại Richmond, Virginia trong gia đình có cha tên Frederick Ernst Nolting Sr. và mẹ là Mary Buford. Nolting Jr. tốt nghiệp Đại học Virginia năm 1933 và là thành viên Câu lạc bộ Virginia Glee, với bằng Cử nhân ngành lịch sử. Sau đó ông nhận bằng thạc sĩ tại Đại học Harvard năm 1941 và bằng Tiến sĩ từ Đại học Virginia. Tốt nghiệp ra trường được ít lâu thì ông chọn gia nhập Hải quân Mỹ tham gia Thế chiến thứ hai.

### Sự nghiệp ngoại giao
Nolting khởi đầu sự nghiệp của mình khi vào làm cho Bộ Ngoại giao năm 1946 trên cương vị phụ tá đặc biệt cho Ngoại trưởng John Foster Dulles về các vấn đề an ninh chung. Năm 1955, chính phủ còn chỉ định ông làm thành viên phái đoàn Mỹ tham gia Tổ chức Hiệp ước Bắc Đại Tây Dương (NATO).
Năm 1957, Tổng thống Dwight D. Eisenhower bổ nhiệm ông làm đại diện thường trực dự khuyết của NATO, và năm 1961, đích thân Tổng thống John F. Kennedy đã chọn ông làm Đại sứ Hoa Kỳ tại Việt Nam Cộng hòa thay cho người tiền nhiệm là Elbridge Durbrow nhằm cải thiện mối quan hệ với Ngô Đình Diệm vốn không mấy suôn sẻ dưới thời Durbrow. Nolting tại nhiệm cho đến năm 1963 thì được Kennedy triệu hồi về nước nhường lại chức vụ này cho Henry Cabot Lodge Jr. do ông không giải quyết ổn thỏa biến động Phật giáo lúc bấy giờ.
Sau một thời gian dài công tác trong ngành ngoại giao, Nolting quyết định chuyển sang khu vực tư nhân và được công ty Morgan Guaranty Trust Company nhận vào làm việc, và vào năm 1970, ông còn được mời làm giảng viên của Đại học Virginia và trở thành giám đốc sáng lập ra Trung tâm Công vụ Miller.
Năm 1988, ông cho xuất bản cuốn hồi ký nhan đề From Trust to Tragedy: The Political Memoirs of Frederick Nolting, Kennedy's Ambassador to Diem's Vietnam (tạm dịch: Từ Niềm tin đến Bi kịch: Hồi ký Chính trị của Frederick Nolting, Đại sứ của Kennedy tại Việt Nam dưới thời Diệm).

### Đời tư
Nolting kết hôn với Olivia Lindsay Crumpler vào năm 1940. Họ có với nhau 4 người con – Molly, Jane, Grace và Frances. Năm 1946, ông bỏ tiền ra mua lại "Sully", khu nhà cũ của Richard Bland Lee, Hạ nghị sĩ đầu tiên xuất thân từ vùng phía Bắc Virginia, được xây dựng vào năm 1794. Ông được coi là chủ sở hữu tư nhân cuối cùng của khu đất đó. 

### Cái chết
Nolting qua đời vào ngày 14 tháng 12 năm 1989, hưởng thọ 78 tuổi tại Charlottesville, Virginia. Ông được an táng trong khuôn viên Nhà thờ St. Paul, Ivy, Quận Albemarle, Virginia.